# Salvador Quiroz
Salvador Quiroz (Cuautla de Morelos, 2 de noviembre de 1892-Ciudad de México, 23 de noviembre de 1956) fue un actor mexicano. Comenzó su trabajo desde la época del cine mudo y realizó una larga lista de actuaciones como personaje de reparto en alrededor de 250 películas de la Época de Oro del cine mexicano.

## Filmografía selecta
- Huapango (1938)
- Al son de la marimba  (1941)
- El ángel negro (1942)
- María Eugenia (1943)
- Flor silvestre (1943)
- Mexicanos al grito de guerra (1943)
- Una carta de amor (1943)
- María Candelaria (1944)
- ¡Viva mi desgracia! (1944)
- La mujer sin alma (1944)
- México de mis recuerdos (1944)
- El sombrero de tres picos (1944)
- El gran Makakikus  (1944)
- Me ha besado un hombre (1944)
- Me he de comer esa tuna (1945)
- Una mujer que no miente (1945)
- Caminos de sangre (1945)
- Campeón sin corona (1946)
- Nosotros los pobres (1948)
- ¡Esquina bajan! (1948)
- Los tres huastecos (1948)
- Flor de caña (1948)
- Dicen que soy mujeriego (1949)
- Hay lugar para dos (1949)
- Las tandas del principal (1949)
- La mujer que yo perdí (1949)
- Doña Diabla (1950)
- La muerte enamorada (1951)
- Dicen que soy comunista (1951)
- A.T.M.: ¡¡A toda máquina!! (1951)
- Acá las tortas (1951)
- Mi esposa y la otra (1952)
- El derecho de nacer (1952)
- El señor fotógrafo (1953)
- ¡Lo que no se puede perdonar! (1953)
- Borrasca en las almas (1954)
- Los Fernández de Peralvillo (1954)
- Pablo y Carolina (1957)